# Mây Hector

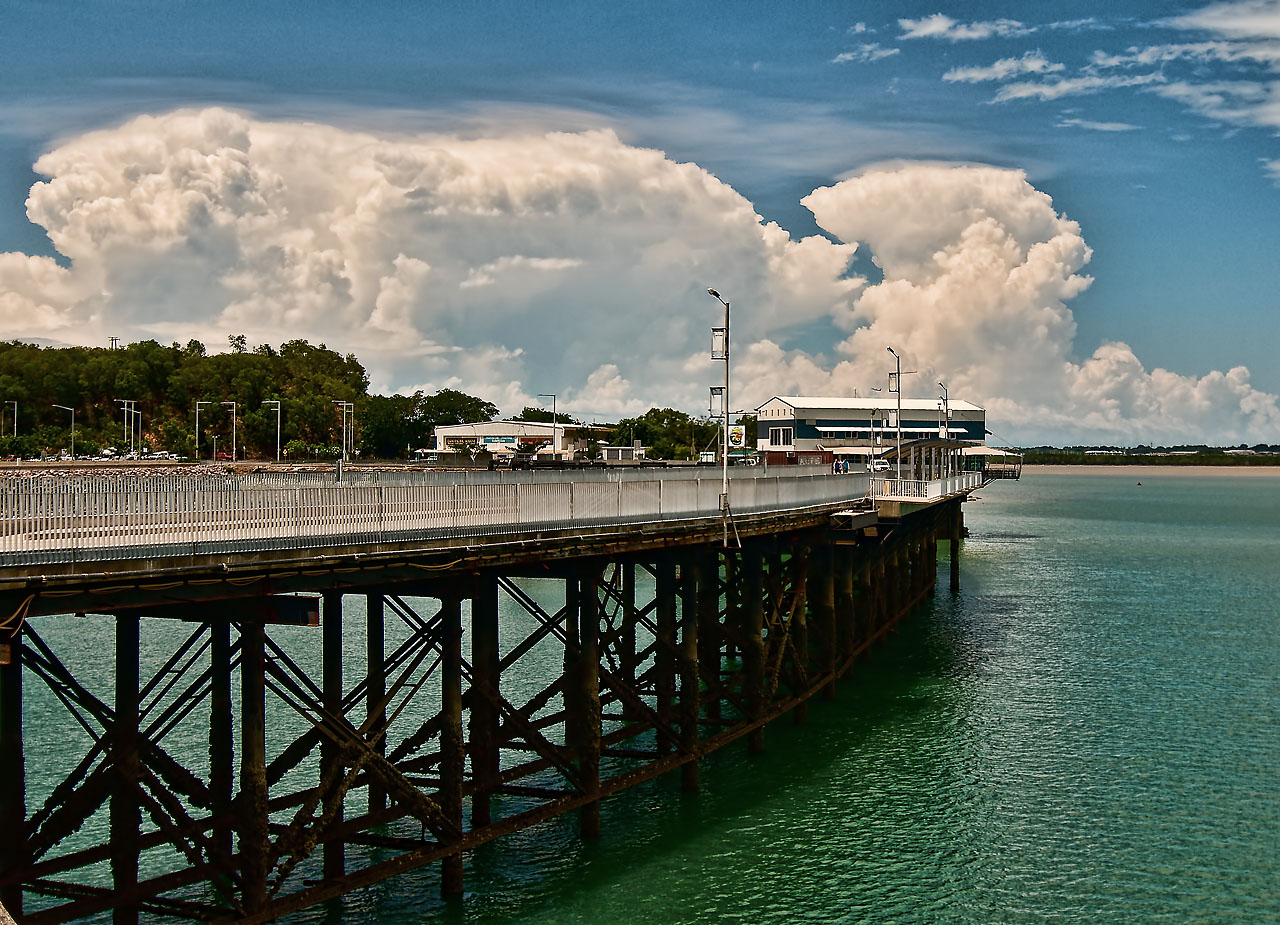
Hector nhìn từ Stokes Hill Wharf ở Darwin về phía Tây Bắc ở khoảng cách khoảng 80km (ảnh HDR)

Hector là tên được đặt cho một loại mây vũ tích, hay mây dông, hình thành thường xuyên gần như mỗi buổi chiều trên Quần đảo Tiwi thuộc Lãnh thổ phía Bắc của Úc, từ khoảng tháng 9 đến tháng 3 hàng năm. Hector, hoặc đôi khi là "Hector the Convector", được biết đến như một trong những cơn bão lớn nhất thế giới, đạt tới độ cao khoảng 20 kilômét (66.000 ft).

## Lịch sử

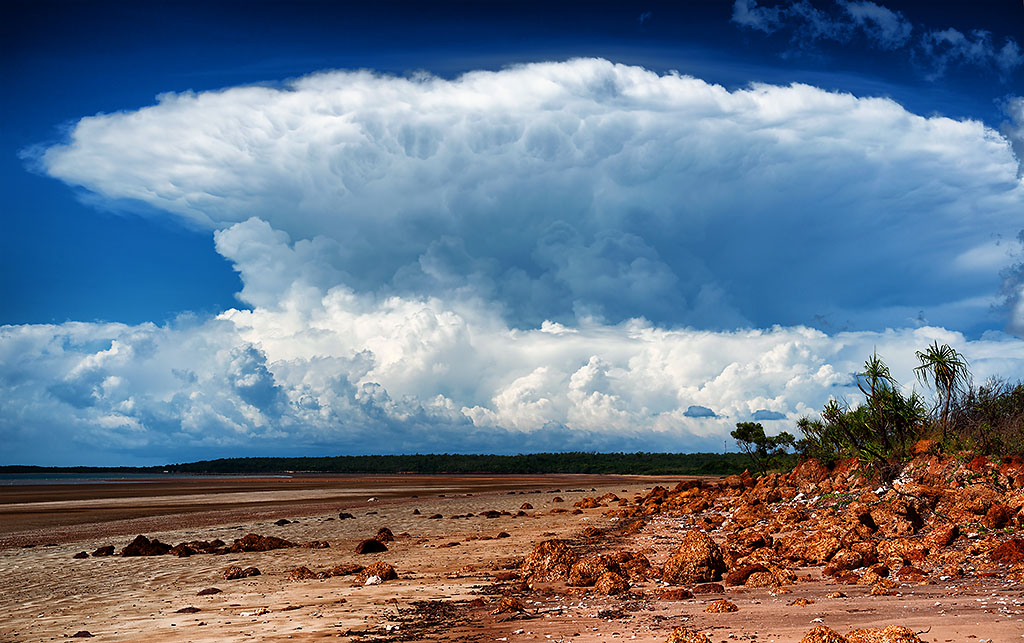
Hector nhìn từ Gunn Point, Lãnh thổ phía Bắc

Được đặt tên bởi các phi công trong Chiến tranh thế giới thứ hai, vị trí định kỳ của giông bão đã biến nó thành một ngọn hải đăng cho các phi công và thủy quân lục chiến trong khu vực. Hector được gây ra chủ yếu bởi sự va chạm của một số ranh giới gió biển trên Quần đảo Tiwi và được biết đến với tính nhất quán và cường độ của nó. Sét và tốc độ dòng vận động thẳng đứng là những khía cạnh đáng chú ý của cơn bão này, và trong những năm 1990 Tạp chí National Geographic đã công bố một nghiên cứu toàn diện của cơn bão với hình ảnh của cây bị hư hỏng và chi tiết về tốc độ dòng vận động thẳng đứng và tham chiếu đến các sự kiện lốc xoáy.
Từ cuối những năm 1980, giông bão đã là chủ đề của nhiều cuộc nghiên cứu khí tượng, nhiều người tập trung vào chính Hector  nhưng cũng sử dụng tính nhất quán của tế bào bão để nghiên cứu các khía cạnh khác của giông bão và sét.